# Västgötaslätten

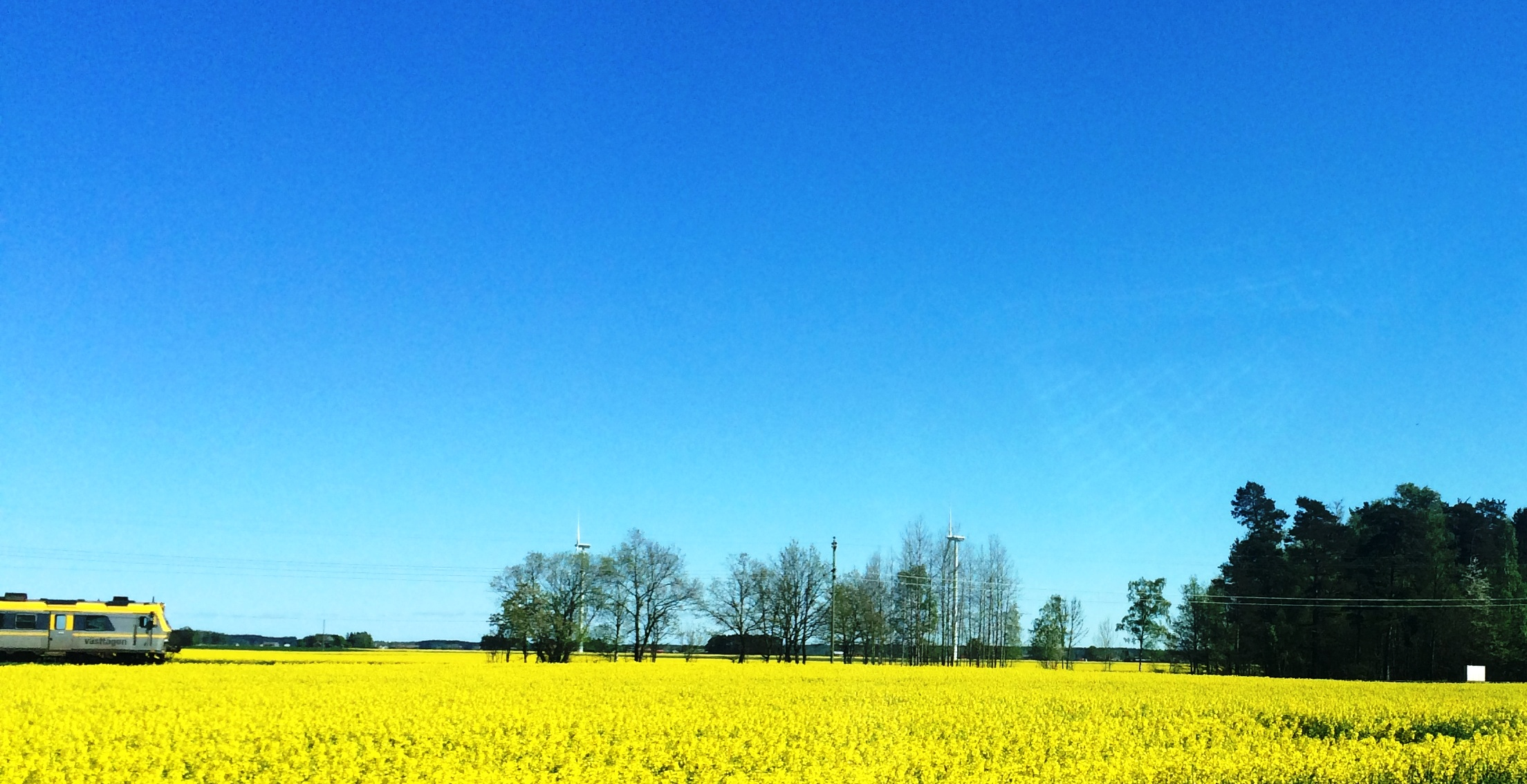
Vy över åker i Grästorp.

Västgötaslätten är en fullåkersbygd i centrala Västergötland som ibland även kallas Skara-Varaslätten. Den ligger söder om Vänern och innefattar kommuner som Grästorp, Essunga, Götene, Lidköping, Skara och Vara.